# Rex Linn
Rex Linn (Spearman, Texas, 13 de novembro de 1956) é um ator americano. Conhecido pelo personagem Frank Tripp na série de televisão CSI: Miami.